# Naomi Castle
Naomi "Nome" Castle, född 29 maj 1974 i Sydney, är en australisk vattenpolospelare. Hon representerade Australien i två OS. Hon spelade sju matcher och gjorde tre mål i den olympiska vattenpoloturneringen i Sydney som Australien vann. I den olympiska vattenpoloturneringen 2004 spelade hon fem matcher och gjorde fyra mål. I Aten slutade Australien på fjärde plats och Castle var lagkapten.